# Stephanie Dehne

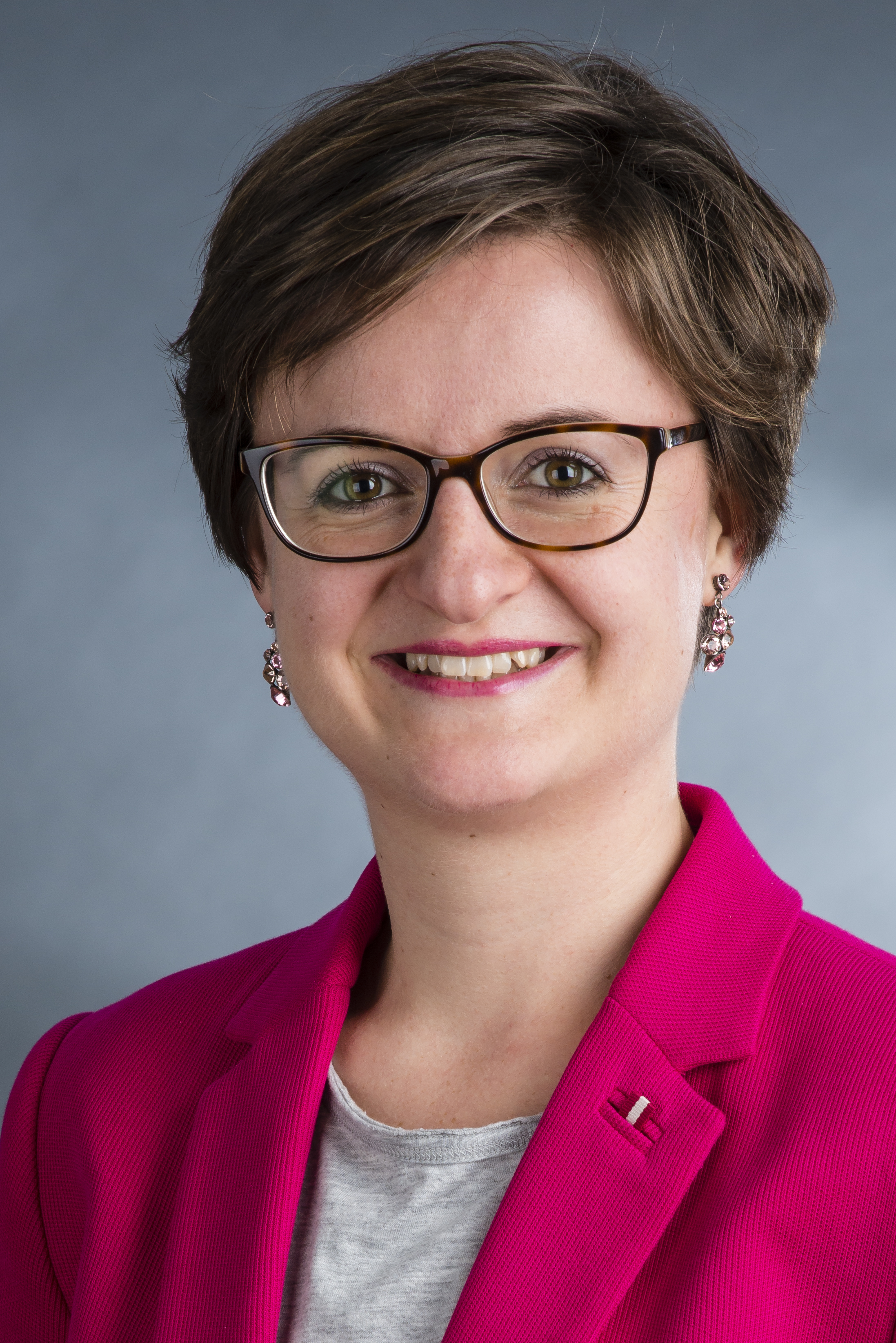
Stephanie Dehne (2015)

Stephanie Dehne (* 2. August 1983 in Bremen) ist eine deutsche Politikerin (SPD). Sie war von 2015 bis 2019 Mitglied der Bremischen Bürgerschaft.

## Biografie

### Familie, Ausbildung und Beruf
Dehne ist die Tochter einer alleinerziehenden Mutter. Sie besuchte das Gymnasium Horn und studierte von 2003 bis 2009 Politikwissenschaften an der Universität Bremen und schloss das Studium mit dem Master of Arts ab. Durch unterschiedliche Nebenjobs wie bei einer Drogeriekette oder als freie Journalistin sammelte sie beim Studium berufliche Erfahrungen. Von 2010 bis 2012 war sie Referentin für Öffentlichkeitsarbeit und Verwaltungsmitarbeiterin bei der SPD-Bürgerschaftsfraktion Bremen und von 2012 bis 2013 Referentin für allgemeine und politische Weiterbildung bei der Senatorin für Bildung, Wissenschaft und Gesundheit, danach seit 2012 persönliche Referentin des Senators für Gesundheit Hermann Schulte-Sasse (parteilos). Seit Mai 2021 arbeitet sie bei der Senatorin für Justiz und Verfassung.
Sie wohnt in Bremen-Horn-Lehe.

### Politik
Dehne ist seit 2006 Mitglied der SPD. Von 2008 bis 2010 war sie Vorstandsmitglied der Jusos im Unterbezirk Bremen-Stadt. Sie war von 2010 bis 2020 Vorsitzende des SPD-Ortsvereins Horn-Achterdiek. Von 2011 bis 2015 war sie Mitglied im Beirat im Stadtteil Bremen Horn-Lehe und dort SPD-Fraktionssprecherin. Als ehrenamtliche Mitarbeiterin wirkte sie in den Wahlkampfteams der SPD in Bremen.
Am 10. Mai 2015 wurde Stephanie Dehne bei der Bürgerschaftswahl 2015 in die Bremische Bürgerschaft gewählt. Sie gilt als politisches Talent ihrer Partei.
Sie arbeitete im
Ausschuss für Bundes- und Europaangelegenheiten, internationale Kontakte und Entwicklungszusammenarbeit (stellv. Mitglied),
Ausschuss für die Gleichstellung der Frau (stellv. Mitglied),
Haushalts- und Finanzausschuss (Land) (stellv. Mitglied),
Petitionsausschuss (Land) (stellv. Mitglied),
Rechnungsprüfungsausschuss (Land) (stellv. Mitglied) und in der
Staatlichen und der Städtischen Deputation für Gesundheit und Verbraucherschutz (Stellvertretende Vorsitzende).
Bei den Bürgerschaftswahlen 2019 und 2023 kandidierte sie erneut, konnte jedoch kein Mandat erreichen. Seit 2019 ist sie Mitglied der Deputation für Gesundheit, Pflege und Verbraucherschutz.

### Weitere Mitgliedschaften
- Vertreterin in der Vertreterversammlung der Bremischen Volksbank e. G.